# Чемпіонат світу з футболу 2010 (кваліфікаційний раунд, УЄФА, група 7)
| М  | Команда           | І  | В | Н | П | МЗ | МП | РМ  | О  |
| -- | ----------------- | -- | - | - | - | -- | -- | --- | -- |
| 1. | Сербія            | 10 | 7 | 1 | 2 | 22 | 8  | +14 | 22 |
| 2. | Франція           | 10 | 6 | 3 | 1 | 18 | 9  | +9  | 21 |
| 3. | Австрія           | 10 | 4 | 2 | 4 | 14 | 15 | −1  | 14 |
| 4. | Литва             | 10 | 4 | 0 | 6 | 10 | 11 | −1  | 12 |
| 5. | Румунія           | 10 | 3 | 3 | 4 | 12 | 18 | −6  | 12 |
| 6. | Фарерські острови | 10 | 1 | 1 | 8 | 5  | 20 | −15 | 4  |

|                   | Австрія | Фарерські острови | Франція | Литва | Румунія | Сербія |
| ----------------- | ------- | ----------------- | ------- | ----- | ------- | ------ |
| Австрія           | —       | 3 : 1             | 3 : 1   | 2 : 1 | 2 : 1   | 1 : 3  |
| Фарерські острови | 1 : 1   | —                 | 0 : 1   | 2 : 1 | 0 : 1   | 0 : 2  |
| Франція           | 3 : 1   | 5 : 0             | —       | 1 : 0 | 1 : 1   | 2 : 1  |
| Литва             | 2 : 0   | 1 : 0             | 0 : 1   | —     | 0 : 1   | 2 : 1  |
| Румунія           | 2 : 2   | 3 : 1             | 0 : 3   | 0 : 3 | —       | 2 : 3  |
| Сербія            | 1 : 0   | 2 : 0             | 1 : 1   | 3 : 0 | 5 : 0   | —      |

## Результати
| 06.09.2008 21:00 UTC+2 |

| Румунія | 0 — 3    | Литва                                     |
| ------- | -------- | ----------------------------------------- |
|         | Протокол | Станкявічус 33' Міколюнас 70' Калонас 86' |

| Константин Редулеску (стадіон), Клуж-Напока Глядачів: 14,000 Арбітр: Алан Келлі (Ірландія) |

| 06.09.2008 20:15 UTC+1 |

| Сербія                     | 2 — 0    | Фарерські острови |
| -------------------------- | -------- | ----------------- |
| Якобсен 31' (аг) Жигіч 88' | Протокол |                   |

| «Црвена Звезда», Белград Глядачів: 9,615 Арбітр: Олексій Ніколаєв (Росія) |

| 06.09.2008 20:30 UTC+1 |

| Австрія                                         | 3 — 1    | Франція  |
| ----------------------------------------------- | -------- | -------- |
| Мексес 8' (аг) Ауфхаузер 41' Іваншиц 72' (пен.) | Протокол | Гову 61' |

| Ернст-Гаппель-Штадіон, Відень Глядачів: 48,000 Арбітр: Клаус Бо Ларсен (Данія) |

| 10.09.2008 17:30 UTC+1 |

| Фарерські острови | 0 — 1    | Румунія   |
| ----------------- | -------- | --------- |
|                   | Протокол | Кочіш 59' |

| Торсволлюр, Торсгавн Глядачів: 805 Арбітр: Страхоня (Хорватія) |

| 10.09.2008 20:30 UTC+3 |

| Литва                | 2 — 0    | Австрія |
| -------------------- | -------- | ------- |
| Данілявічюс 52', 58' | Протокол |         |

| Судува (стадіон), Маріямполе Глядачів: 4,500 Арбітр: Паоло Тальявенто (Італія) |

| 10.09.2008 21:00 UTC+2 |

| Франція              | 2 — 1    | Сербія       |
| -------------------- | -------- | ------------ |
| Анрі 53' Анелька 63' | Протокол | Івановіч 75' |

| Стад де Франс, Сен-Дені Глядачів: 53,027 Арбітр: Олегаріу Бенкеренса (Португалія) |

| 11.10.2008 16:00 UTC+1 |

| Фарерські острови | 1 — 1    | Австрія      |
| ----------------- | -------- | ------------ |
| Локін 47'         | Протокол | Штранцль 49' |

| Торсволлюр, Торсгавн Глядачів: 1,800 Арбітр: Дарко Сеферін (Словенія) |

| 11.10.2008 21:15 UTC+1 |

| Сербія                           | 3 — 0    | Литва |
| -------------------------------- | -------- | ----- |
| Івановіч 6' Красич 34' Жигіч 82' | Протокол |       |

| «Црвена Звєзда», Белград Глядачів: 22,000 Арбітр: Мануель Ґонсалез (Іспанія) |

| 11.10.2008 20:30 UTC+3 |

| Румунія           | 2 — 2    | Франція               |
| ----------------- | -------- | --------------------- |
| Петре 6' Гоян 17' | Протокол | Рібері 36' Гуркюф 69' |

| Фарул (стадіон), Констанца Глядачів: 12,800 Арбітр: Франк Де Блекере (Бельгія) |

| 15.10.2008 19:00 UTC+3 |

| Литва           | 1 — 0    | Фарерські острови |
| --------------- | -------- | ----------------- |
| Данілявічюс 20' | Протокол |                   |

| Стадіон імені С. Дарюса та С. Гіренаса, Каунас Глядачів: 5,000 Арбітр: Костас Капітаніс (Кіпр) |

| 15.10.2008 20:30 UTC+2 |

| Австрія  | 1 — 3    | Сербія                                 |
| -------- | -------- | -------------------------------------- |
| Янко 80' | Протокол | Красич 15' Йовановіч 18' Обрадович 24' |

| Ернст-Гаппель-Штадіон, Відень Глядачів: 47,998 Арбітр: Майк Райлі (Англія) |

| 28.03.2009 20:45 UTC+2 |

| Румунія               | 2 — 3    | Сербія                                     |
| --------------------- | -------- | ------------------------------------------ |
| Маріка 50' Стоіка 74' | Протокол | Йовановіч 18' Стоіка 44' (аг) Івановіч 59' |

| Фарул (стадіон), Констанца Глядачів: 12,000 Арбітр: Маттео Трефолоні (Італія) |

| 28.03.2009 21:45 UTC+2 |

| Литва | 0 — 1    | Франція    |
| ----- | -------- | ---------- |
|       | Протокол | Рібері 67' |

| Стадіон імені С. Дарюса та С. Гіренаса, Каунас Глядачів: 8,700 Арбітр: Ерік Браамхаар (Нідерланди) |

| 01.04.2009 20:30 UTC+1 |

| Австрія         | 2 — 1    | Румунія    |
| --------------- | -------- | ---------- |
| Гоффер 26', 44' | Протокол | Танаса 24' |

| Гіпо-Арена, Клаґенфурт Глядачів: 23,000 Арбітр: Крейг Томсон (Шотландія) |

| 01.04.2009 21:00 UTC+0 |

| Франція    | 1 — 0    | Литва |
| ---------- | -------- | ----- |
| Рібері 75' | Протокол |       |

| Стад де Франс, Сен-Дені Глядачів: 79,543 Арбітр: Говард Вебб (Англія) |

| 06.06.2009 20:30 UTC+1 |

| Сербія           | 1 — 0    | Австрія |
| ---------------- | -------- | ------- |
| Міліяш 7' (пен.) | Протокол |         |

| «Црвена Звєзда», Белград Глядачів: 41,000 Арбітр: Пітер Вінк (Нідерланди) |

| 06.06.2009 21:00 UTC+2 |

| Литва | 0 — 1    | Румунія    |
| ----- | -------- | ---------- |
|       | Протокол | Маріка 39' |

| Стадіон імені С. Дарюса та С. Гіренаса, Каунас Глядачів: 5,850 Арбітр: Йонас Ерікссон (Швеція) |

| 10.06.2009 19:15 UTC+0 |

| Фарерські острови | 0 — 2    | Сербія                    |
| ----------------- | -------- | ------------------------- |
|                   | Протокол | Йовановіч 44' Суботіч 69' |

| Торсволлюр, Торсгавн Глядачів: 2,896 Арбітр: Мейр Леві (Ізраїль) |

| 19.08.2009 17:00 UTC+0 |

| Фарерські острови | 0 — 1    | Франція    |
| ----------------- | -------- | ---------- |
|                   | Протокол | Жиньяк 41' |

| Торсволлюр, Торсгавн Глядачів: 2,974 Арбітр: Міхалос Кукулакіс (Греція) |

| 05.09.2009 20:30 UTC+1 |

| Австрія                           | 3 — 1    | Фарерські острови |
| --------------------------------- | -------- | ----------------- |
| Меєрхофер 1' Янко 15', 58' (пен.) | Протокол | Ольсен 82'        |

| UPC-Арена, Грац Глядачів: 12,300 Арбітр: Марко Борґ (Мальта) |

| 05.09.2009 21:00 UTC+0 |

| Франція  | 1 — 1    | Румунія         |
| -------- | -------- | --------------- |
| Анрі 48' | Протокол | Ескюде 55' (аг) |

| Стад де Франс, Сен-Дені Глядачів: 78,209 Арбітр: Іван Бебек (Хорватія) |

| 09.09.2009 20:45 UTC+2 |

| Румунія   | 1 — 1    | Австрія   |
| --------- | -------- | --------- |
| Букур 54' | Протокол | Шимер 84' |

| Стяуа (стадіон), Бухарест Глядачів: 7,505 Арбітр: Мартін Аткінсон (Англія) |

| 09.09.2009 21:00 UTC+1 |

| Сербія            | 1 — 1    | Франція  |
| ----------------- | -------- | -------- |
| Міліяш 12' (пен.) | Протокол | Анрі 36' |

| «Црвена Звєзда», Белград Глядачів: 49,256 Арбітр: Роберто Розетті (Італія) |

| 09.09.2009 21:00 UTC+0 |

| Фарерські острови     | 2 — 1    | Литва                  |
| --------------------- | -------- | ---------------------- |
| Ольсен 13' Хансен 34' | Протокол | Данілявічюс 22' (пен.) |

| Свангаскар, Тофтір Глядачів: 1,942 Арбітр: Іштван Вад (Угорщина) |

| 10.10.2009 20:30 UTC+1 |

| Австрія                    | 2 — 1    | Литва            |
| -------------------------- | -------- | ---------------- |
| Янко 16' Валнер 80' (пен.) | Протокол | Станкевічюсс 66' |

| «Тіволі Ной», Інсбрук Глядачів: 14,200 Арбітр: Серж Гуменни (Бельгія) |

| 10.10.2009 20:30 UTC+1 |

| Сербія                                                     | 5 — 0    | Румунія |
| ---------------------------------------------------------- | -------- | ------- |
| Жигіч 36' Пантеліч 50' Кузманович 77' Йовановіч 87', 90+3' | Протокол |         |

| «Црвена Звєзда», Белград Глядачів: 39,839 Арбітр: Костас Капітаніс (Кіпр) |

| 10.10.2009 21:00 UTC+1 |

| Франція                                            | 5 — 0    | Фарерські острови |
| -------------------------------------------------- | -------- | ----------------- |
| Жиньяк 34', 39' Галлас 53' Анелька 85' Бензема 87' | Протокол |                   |

| Рудуру, Генгам Глядачів: 16,755 Арбітр: Роберт Малек (Польща) |

| 14.10.2009 21:00 UTC+1 |

| Франція                                | 3 — 1    | Австрія  |
| -------------------------------------- | -------- | -------- |
| Бензема 18' Анрі 26' (пен.) Жиньяк 66' | Протокол | Янко 49' |

| Стад де Франс, Сен-Дені Глядачів: 78,099 Арбітр: Педру Проенса (Португалія) |

| 14.10.2009 21:00 UTC+2 |

| Литва                                     | 2 — 1    | Сербія    |
| ----------------------------------------- | -------- | --------- |
| Калонас 20' (пен.) Станкєвічус 68' (пен.) | Протокол | Тошич 60' |

| Маріямполе (стадіон), Маріямполе Глядачів: 2,000 Арбітр: Антон Гуєнов (Болгарія) |

| 14.10.2009 21:00 UTC+2 |

| Румунія                         | 3 — 1    | Фарерські острови |
| ------------------------------- | -------- | ----------------- |
| Апостол 6' Букур 65' Мазілу 87' | Протокол | Бо 83'            |

| Чахлеул (стадіон), П'ятра-Нямц Глядачів: 13,000 Арбітр: Олександр Гвардіс (Росія) |